# Harish Patel
Harish Patel est un acteur indien né le 5 juillet 1953 à Bombay au Maharashtra.

## Filmographie

### Cinéma
- 1967 : Boond Jo Ban Gayee Moti : un écolier
- 1983 : Mandi : un policier
- 1984 : Utsav : Maitrey
- 1985 : Vivek
- 1985 : Maa Kasam
- 1985 : Aghaat : Laxman
- 1986 : Mirch Masala : Pandit
- 1987 : Dacait : Tolaram
- 1987 : Mr. India : Roopchand
- 1987 : Susman : Venkatesh, le secrétaire
- 1988 : Rihaee : le narrateur
- 1988 : Qatil : Hamid Rashid Khan
- 1989 : Billoo Baadshah : Tikamdas Kundandas Mirchandani
- 1989 : Maine Pyar Kiya : Rahim Chacha
- 1990 : Ek Number Ka Chor : un policier
- 1990 : Police Public : Ravi
- 1990 : Pratibandh : Katkar
- 1990 : Thanedaar : Hawaldar Bechare
- 1991 : Ramgarh Ke Sholay : Inspecteur Himmat Singh
- 1991 : Izzat : le sultan
- 1991 : Great Target
- 1991 : First Love Letter : Bahadur Singh
- 1991 : Aag Laga Do Sawan Ko
- 1992 : Shola Aur Shabnam :  Velji
- 1992 : Panaah : Lala Ranchod
- 1992 : Sarphira : un policier
- 1992 : Bol Radha Bol : Narag
- 1993 : Gurudev : l'inspecteur
- 1993 : Sainik : le père de Guddi
- 1993 : 15th August : le secrétaire de Nagpal
- 1993 : Bedardi : Baburam
- 1993 : Chahoonga Main Tujhe
- 1993 : Aankhen : Monto
- 1994 : Andaz
- 1994 : Jai Kishen : Putarmal
- 1994 : Mohra : Kranti Kumar
- 1994 : Andaz Apna Apna : Sevaram
- 1994 : Mr. Azaad : Havaldar Khare
- 1994 : Yuhi Kabhi : Kapoor
- 1994 : Paramaatma : Munshi
- 1994 : Ikke Pe Ikka : Bejrangi
- 1995 : Aaj Ka Maseeha
- 1995 : God and Gun : l'homme au croisement
- 1995 : Taaqat'
- 1995 : Ravan Raaj: A True Story : le père de Shilpa
- 1995 : Barsaat : Damru
- 1995 : Akele Hum Akele Tum : Amarji
- 1995 : Vartmaan
- 1995 : Ab Insaf Hoga : Bansi
- 1996 : Halo
- 1996 : Rajkumar
- 1996 : Tu Chor Main Sipahi
- 1996 : Mafia : Kalyanji Bhai Matke
- 1996 : Loafer : Pandit
- 1996 : Bhishma : Havaldar Ramdas
- 1996 : Kama Sutra, une histoire d'amour : Dr Mani
- 1996 : Rangbaaz
- 1996 : Ghatak: Lethal : le beau-frère de Katya
- 1996 : Rakshak : Rokde
- 1996 : Ram Aur Shyam
- 1996 : Angaara : Dhaniram Koilewala
- 1997 : Ziddi
- 1997 : Sanam : Balwant Sinha
- 1997 : Tarazu : l'avocat d'Appa Rao
- 1997 : Gupt : Phoolchand
- 1997 : Udaan : DCP Rawat
- 1997 : Loha : Salim Chikna
- 1997 : My Son the Fanatic : Fizzy
- 1997 : Aflatoon : le commissaire de police
- 1997 : The Death Sentence: Mrityu Dand : Durga Pandey
- 1997 : Suraj
- 1997 : Aar Ya Paar : Gupta
- 1998 : Purani Kabar
- 1998 : Main Phir Aaoongi
- 1998 : Vinashak: Destroyer : Convict
- 1998 : Salaakhen : Bhutaneshwar
- 1998 : Jab Pyaar Kissi Se Hota Hai : M. Sinha
- 1998 : Pyaar To Hona Hi Tha : Rahul et le boss de Sanjana
- 1998 : Main Solah Baras Ki : Mofatlal
- 1998 : Gunda : Ibu Hatela
- 1998 : Jhooth Bole Kauwa Kaate : Dr Narmada Prasad
- 1998 : China Gate : un villageois Devdurg
- 1998 : Maut
- 1999 : Daag: The Fire : Bihari
- 1999 : Maa Kasam
- 1999 : Dillagi
- 1999 : Kaala Samrajya
- 1999 : Benaam
- 2000 : Baaghi Aurat
- 2000 : Mela : Chandulal Popatal
- 2000 : Badal : Daya Shanker
- 2000 : Krodh : Rambhau
- 2000 : Dhaai Akshar Prem Ke : Sharan Grewal
- 2000 : Sabse Bada Be-Imaan
- 2000 : Billa No. 786
- 2001 : Shola Aur Barood
- 2001 : Maut Ka Khel
- 2001 : Zubeidaa : Nandlal Seth
- 2001 : Pyaar Ishq Aur Mohabbat : Hassubhai
- 2001 : Master : Superindendant de la police
- 2002 : Kuch Tum Kaho Kuch Hum Kahein
- 2002 : Ghaav: The Wound : Mamaji
- 2003 : Lady James Bond
- 2003 : Love at Times Square : Natvar
- 2003 : Khanjar : l'oncle de Pammi
- 2003 : Calcutta Mail
- 2003 : Bokshu the Myth
- 2003 : Ek Hindustani
- 2004 : Pati Ho To Aisa
- 2004 : Mein Bikaaoo: On Sale
- 2004 : Thoda Tum Badlo Thoda Hum
- 2004 : Mirchi: It's Hot : Ilyas Khan
- 2004 : Hatya: The Murder : Chedulal
- 2005 : Chicken Tikka Masala : Harishbhai Patel
- 2005 : Pyaar Mein Twist
- 2006 : Insaaf Ki Jung
- 2006 : Quarter Life Crisis : le médecin de Neil
- 2006 : Vidhyaarthi: The Power of Students : professeur Sharma
- 2007 : Cours toujours Dennis : M. Goshdashtidar
- 2007 : Khallas: The Beginning of End : Chhota Shetty
- 2009 : Today's Special : Hakim
- 2012 : All in Good Time : Eeshwar
- 2012 : Keith Lemon: The Film : Kushvinder
- 2013 : Jadoo
- 2017 : Lies We Tell : Haji
- 2021 : Les Éternels : Karun Patel

### Télévision
- 1986 : Malgudi Days : Gopinath (1 épisode)
- 1988-1989 : Bharat Ek Khoj : Lala Makhanlal et autres personnages (5 épisodes)
- 1993 : The Buddha of Suburbia : Changez (4 épisodes)
- 2004 : Nevermind Nirvana : Dr Arjun Mehta
- 2009 : L'Agence n°1 des dames détectives : M. Patel (3 épisodes)
- 2009 : Coronation Street : Umed Alahan (42 épisodes)
- 2014 : The Driver : Amjad (3 épisodes)
- 2019 : Quatre mariages et un enterrement : Haroon (10 épisodes)